# Michael Bates (aktor)
Michael Bates (ur. 4 grudnia 1920 w Jhansi w Indiach, zm. 11 stycznia 1978 w Cambridge) – brytyjski aktor, najbardziej znany ze swych ról w serialach komediowych z lat 70. XX wieku.

## Życiorys
Pochodził z rodziny Brytyjczyków zamieszkałych w ówczesnych Indiach Brytyjskich. Spędził tam całe dzieciństwo, a także okres II wojny światowej, kiedy to służył w armii. Po wojnie został aktorem. Najbardziej znanymi filmami z jego udziałem były Bitwa o Anglię (1969), Patton (1970), Mechaniczna pomarańcza (1971) oraz Szał (1972). Największą popularność wśród brytyjskiej publiczności przyniosły mu jednak seriale komediowe, w których grał pod koniec życia: Babie lato oraz It Ain’t Half Hot Mum. Zmarł na raka w wieku 57 lat.